# Charlotte og Julie Bonaventura
Charlotte og Julie Bonaventura (født 2. august 1980 i Marseille) er to franske tvillingesøstre, der tilhører den internationale elite blandt håndbolddommere.
Parret har i flere år dømt kampe i de bedste rækker i Frankrig og dømte kvindefinalen under OL 2012 i London. De har også som nogle af de første kvindelige dommere dømt internationale kampe for herrer, og ved VM i 2017 blev de de første kvinder, der dømte en kamp ved en herreslutrunde, da de dømte kampen mellem Chile og Hviderusland.
Af andre prestigefyldte kampe, som parret har dømt, kan nævnes finalen i Champions League 2014 for kvinder mellem Győri ETO KC og ŽRK Budućnost, EM-finalen 2014 for kvinder mellem Norge og Spanien samt VM-finalen 2015 i Herning, ligeledes for kvinder, mellem Norge og Holland.